# Peter D. Mitchell
Peter Dennis Mitchell (Mitcham; Surrey 1920. szeptember 29. – Bodmin; Cornwall, 1992. április 10.) Nobel-díjas brit kémikus.
A Cambridge-i Egyetemen tanult, 1950 doktoralt. 1955-től 1963-ig az vegyész-biológiai osztály (Chemical Biology Unit) igazgatója  az Edinburgh-i Egyetemen volt.
1975-ben az American Academy of Arts and Sciences tagjává választották.
1978-ban megkapta a kémiai Nobel-díjat.